# Arrondissement Montbard
Arrondissement Montbard (fr. Arrondissement de Montbard) je správní územní jednotka ležící v departementu Côte-d'Or a regionu Burgundsko ve Francii. Člení se dále na 12 kantonů a 253 obcí.

## Kantony
- Aignay-le-Duc
- Baigneux-les-Juifs
- Châtillon-sur-Seine
- Laignes
- Montbard
- Montigny-sur-Aube
- Précy-sous-Thil
- Recey-sur-Ource
- Saulieu
- Semur-en-Auxois
- Venarey-les-Laumes
- Vitteaux